# Retable de Wittenberg
Le Retable de Wittenberg (ou Retable de la Réforme) est un retable peint par Lucas Cranach l'Ancien en 1547 pour l'église Sainte-Marie (en) de Wittenberg (Allemagne), où il est toujours conservé. Il s'agit d'un exemple important de l'art sacré luthérien.

## Histoire
En 1547, un an après la mort de Luther, Wittenberg demeure un haut lieu protestant où vit et travaille Cranach. La ville connait toutefois une période difficile : cette même année, les armées protestantes de l'électeur Jean-Frédéric de Saxe sont défaites par les troupes catholiques à la bataille de Muehlberg.

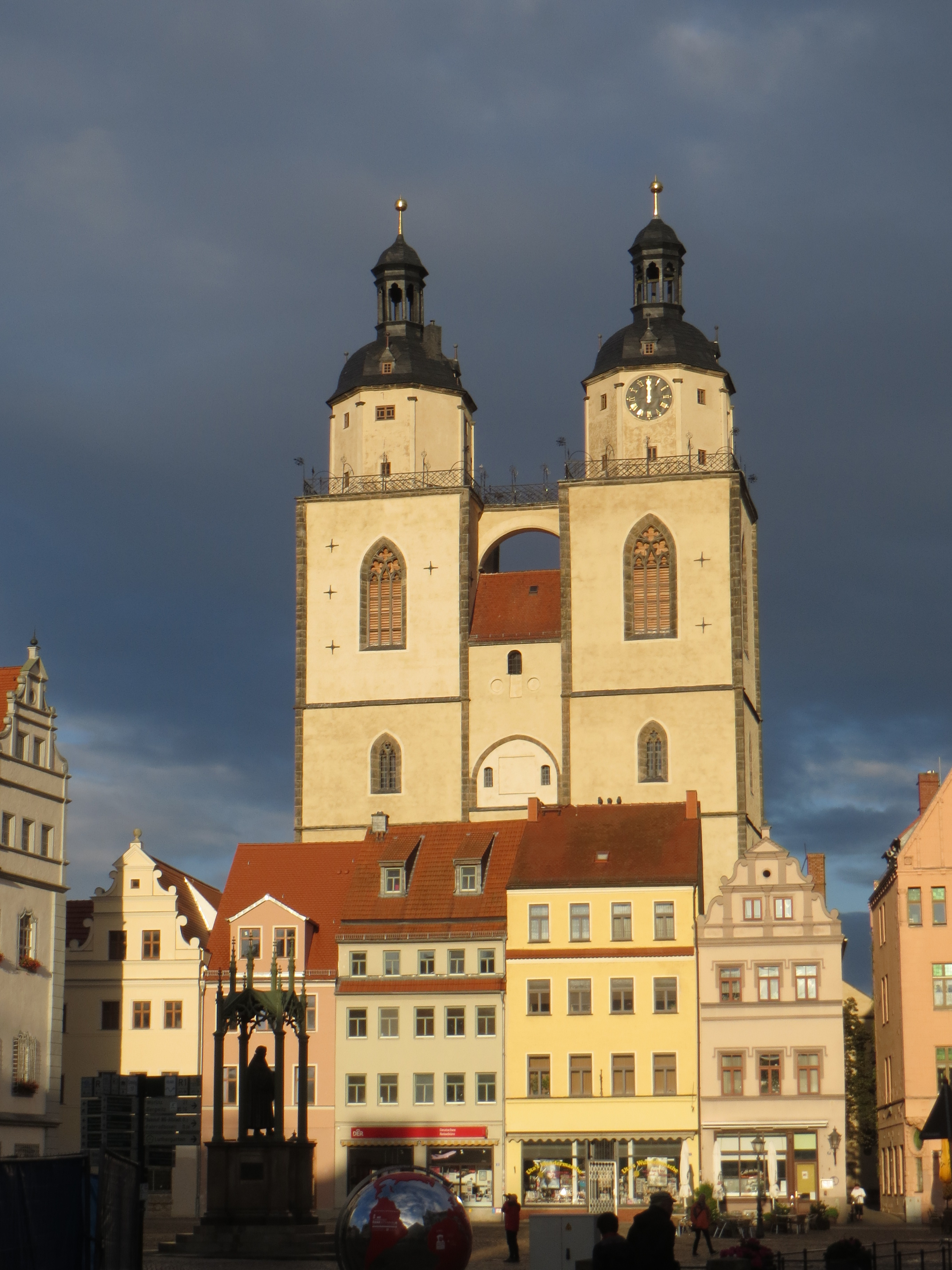
Église Sainte-Marie de Wittenberg.

Le retable est commandé à Cranach l'Ancien par la ville de Wittenberg. Le précédent retable a été détruit en 1522 lors du mouvement iconoclaste mené par Andreas Bodenstein et combattu par Luther. Cranach peint celui-ci avec l'aide de son atelier, et notamment de son fils Lucas Cranach le Jeune, en utilisant des dessins préparatoires réalisés pour une commande du cardinal catholique Albert de Brandebourg.
Au moment de peindre ce retable, Cranach a déjà réalisé plusieurs œuvres religieuses luthériennes : on peut citer les deux versions du tableau Loi et Évangile (celle de Prague et celle de Gotha, 1529) ou le retable de Schneeberg (1539).
L'œuvre est restaurée entre 2012 et 2014 par la Fondation ecclésiastique pour l'art et les biens culturels (de).

## Description
Le retable est composé, de manière classique, d'un volet central, de deux volets extérieurs et d'une prédelle.

Panneaux du retable
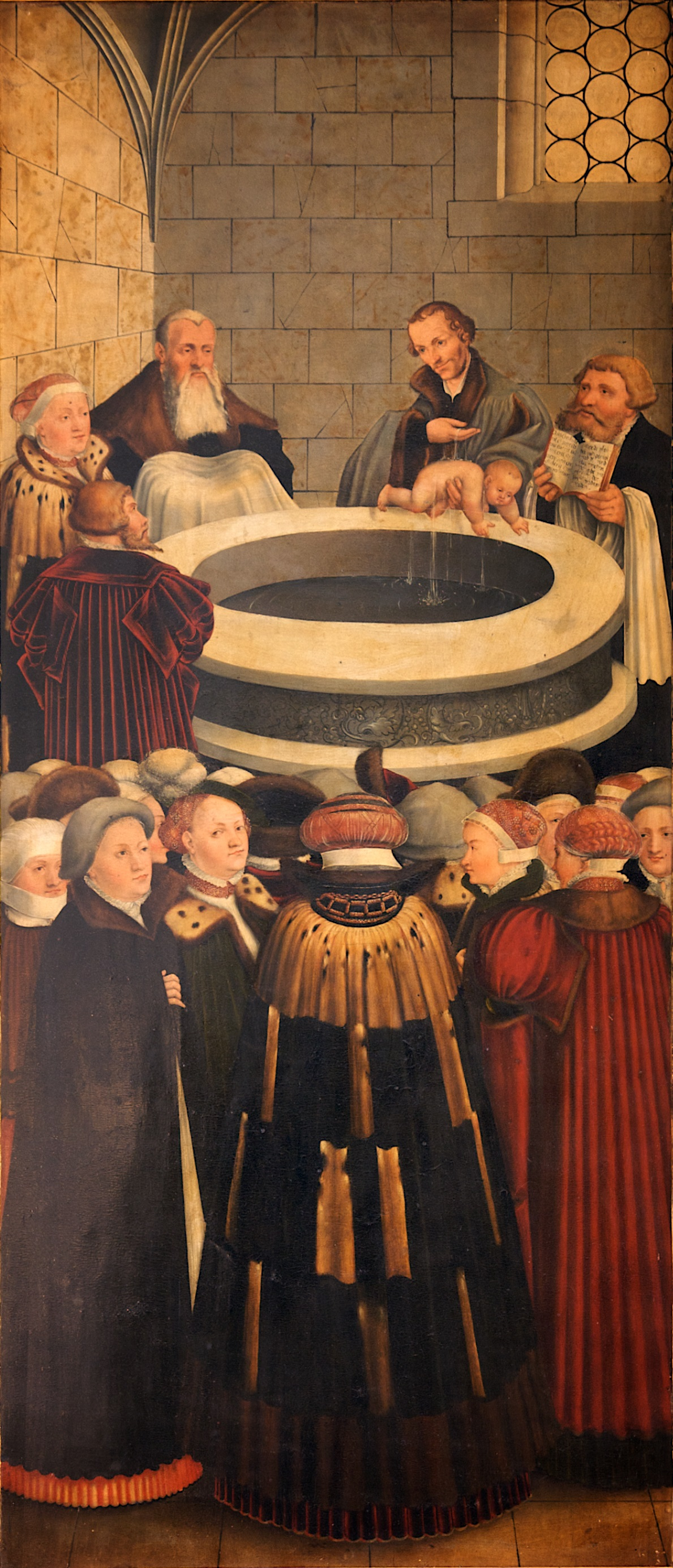
Volet de gauche, recto : baptême.
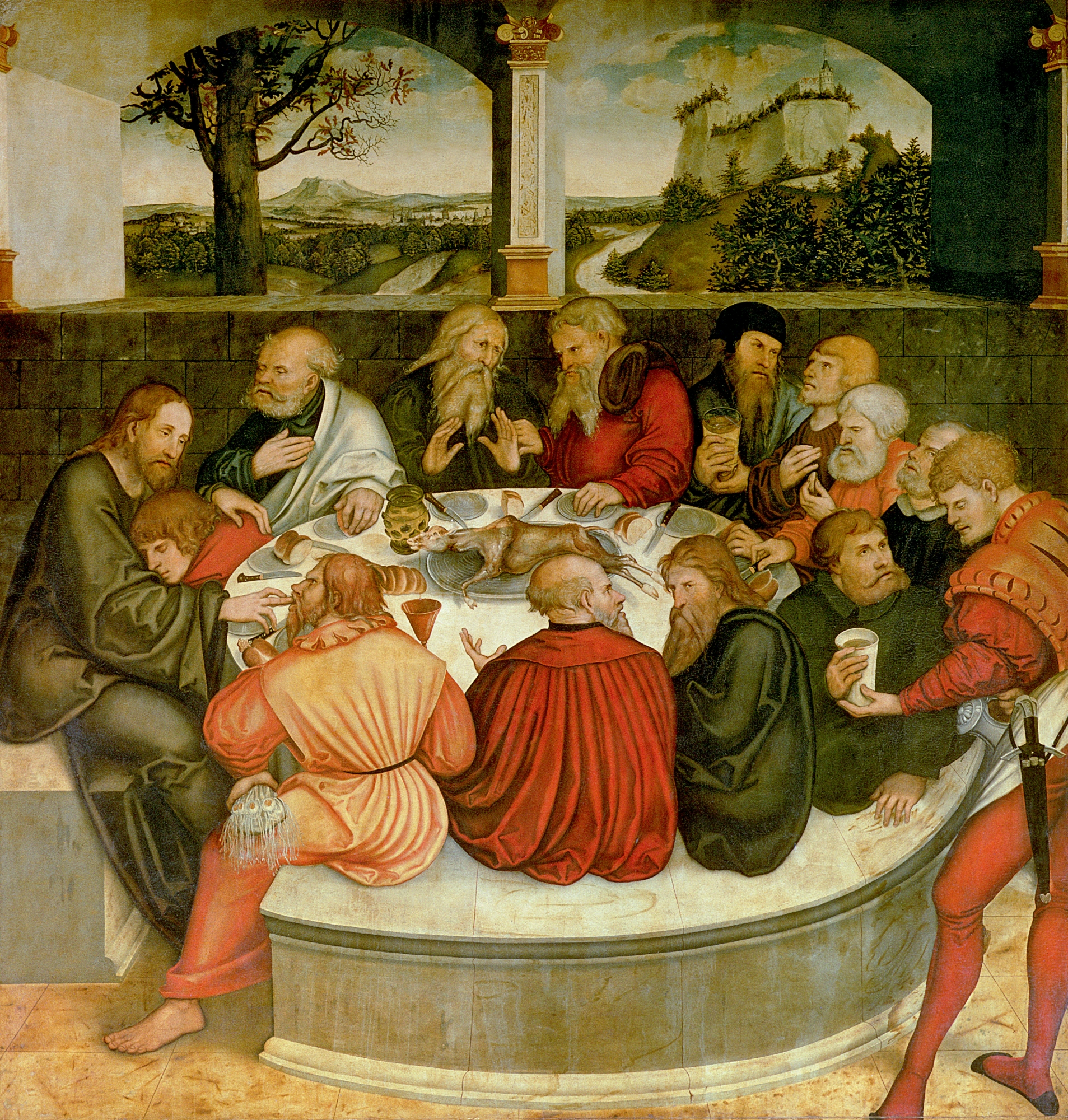
Volet central, recto : Cène.
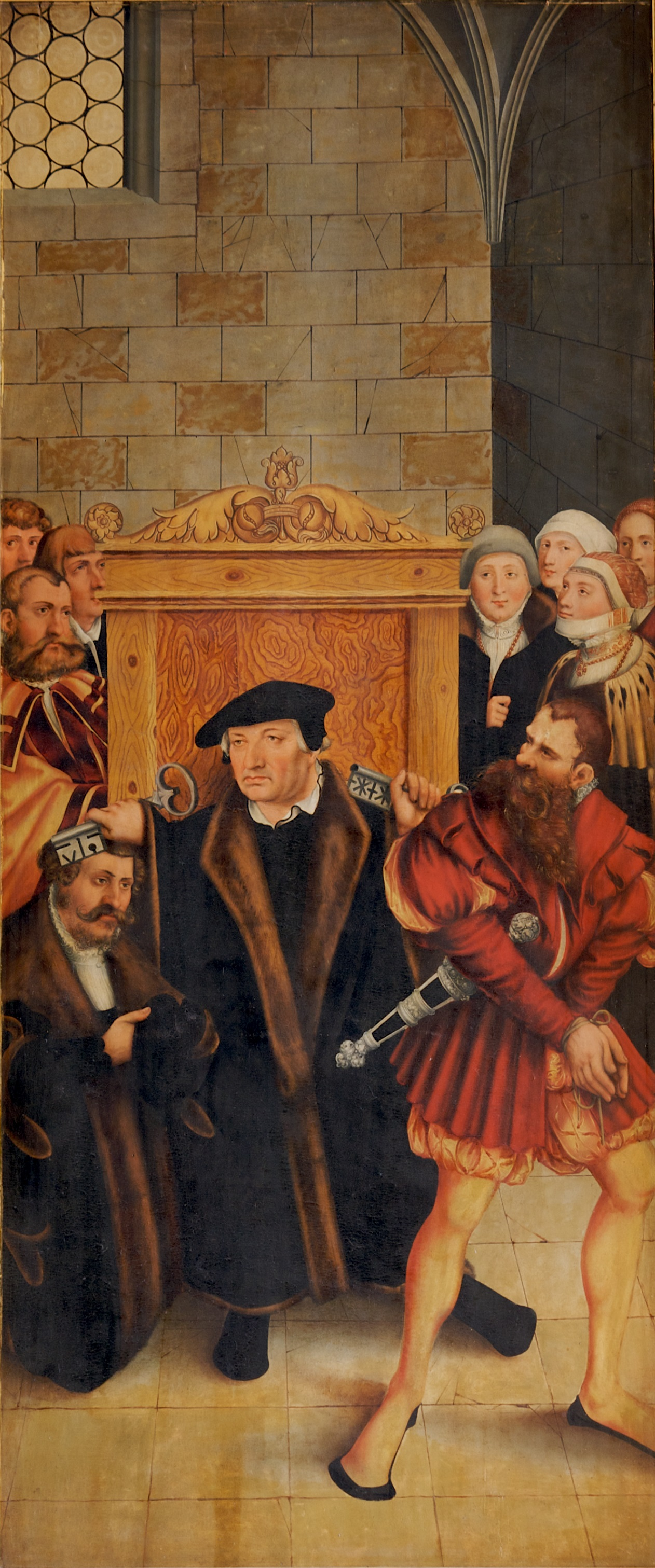
Volet de droite, recto : confession.

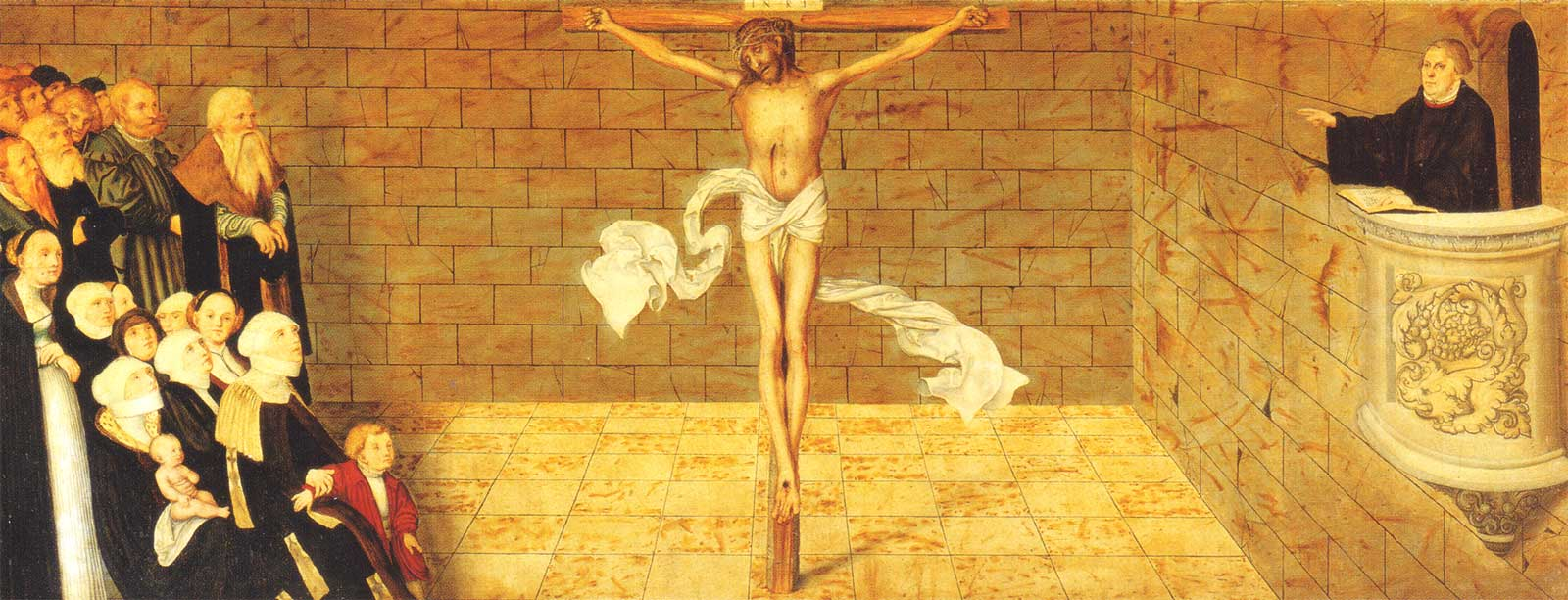
Prédelle, recto : prédication et crucifix.
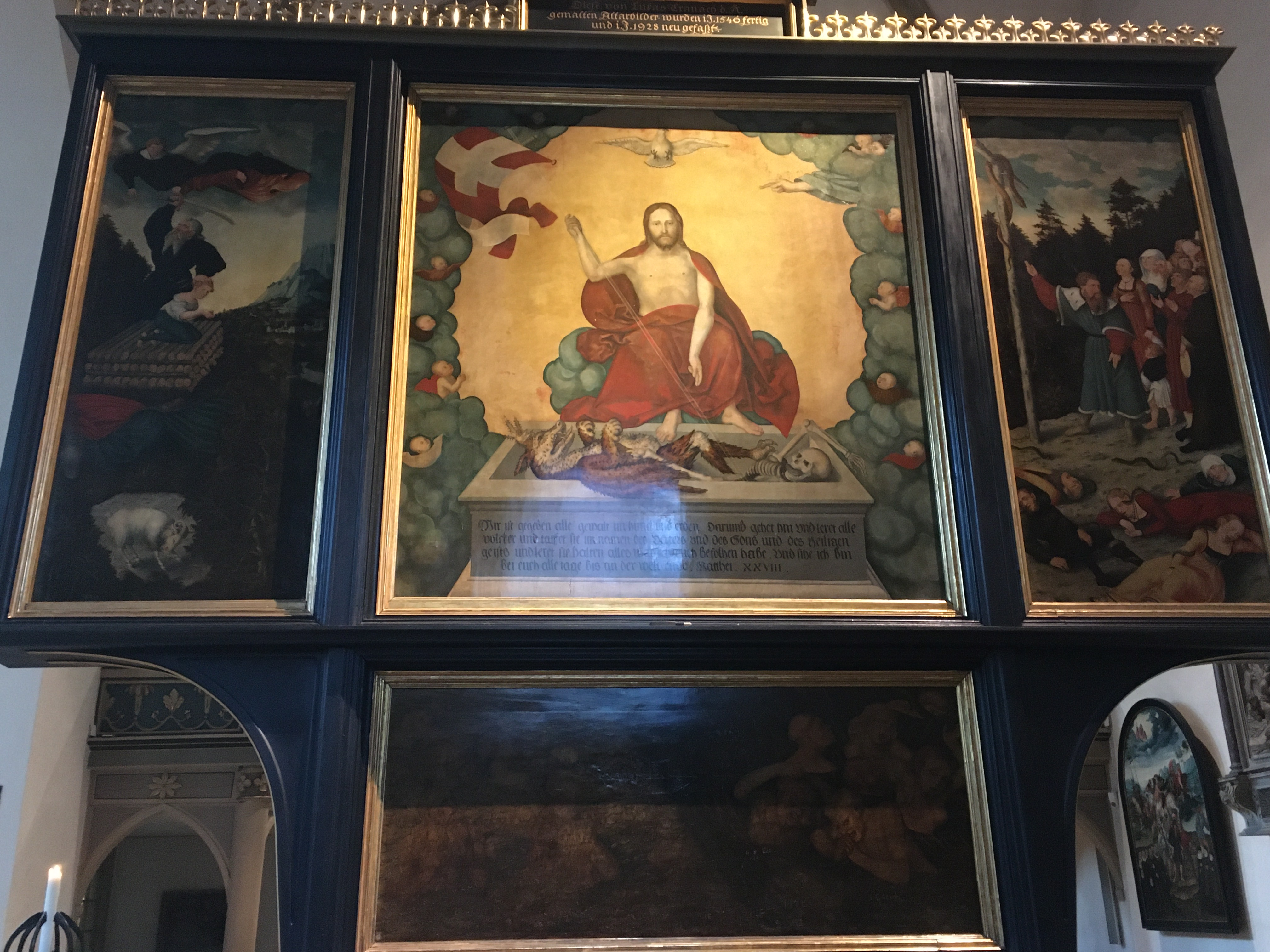
Verso du retable : sacrifice d'Isaac, Trinité, bâton de Moïse.

### Volet central
Sur le volet central figure la Cène, le dernier repas du Christ et de ses Apôtres, dont l'un d'eux est représenté sous les traits de Martin Luther. Sur la table ronde sont posés l'agneau pascal et le pain sans levain. A droite, un homme habillé en chevalier apporte une coupe. En arrière-plan, les fenêtres s'ouvrent sur un paysage et une ville avec un château rappelant celui de Wittenberg. Le Christ, l'apôtre Jean reposant sur sa poitrine, offre un morceau de pain à Judas en annonçant sa future trahison (Jn 13,21).
Au verso de ce volet est représentée la Trinité et le Jugement dernier. Le Christ, écrasant un démon et un squelette dans une tombe, est accompagné d'une colombe représentant le Saint-Esprit et de la main droite du Père. Le texte sur la tombe est une citation de l'évangile selon Marc (Mc 18,18-20).

### Volet gauche
Le volet gauche représente Philippe Mélanchthon, réformateur proche de Luther, en train de baptiser un enfant. A sa gauche se tient Caspar Aquila (en), un autre réformateur protestant, montrant un livre ouvert sur lequel figure un texte de l'Évangile (Mc 16,16). Au premier plan, un groupe de femmes richement vêtues est rassemblé autour des fonts baptismaux décorés de motifs de monstres marins.
Au verso figure l'épisode biblique du serpent de bronze. Pour guérir les Hébreux empoisonnés par des serpents venimeux, Moïse leur ordonne de toucher un serpent de métal placé sur son bâton (Nb 21,4-9).

### Volet droite
A droite, Cranach dépeint le pasteur Johannes Bugenhagen, confesseur et ami de Luther, en train de procéder à la confession de deux hommes. Bugenhagen tient dans ses mains des clés, symboles du pouvoir conféré par Dieu de lier et délier les péchés. Il pose une clé sur la tête de l'un des hommes vêtu d'un manteau de fourrure, tandis que l'autre homme habillé de rouge et portant une épée ne reçoit pas l'absolution.
De l'autre côté du volet, on peut voir le sacrifice d'Isaac. Au moment où Abraham s'apprête à tuer son fils Isaac en sacrifice à Dieu, un ange apparaît et lui ordonne de sacrifier un bélier (figurant en bas du panneau) à la place. Sur la droite du panneau, le peintre montre Abraham et Isaac en train de marcher vers le lieu du sacrifice.

### Prédelle
Sur le recto, Martin Luther est représenté en train de donner un sermon. La scène se déroule dans une pièce minimaliste mais lumineuse, presque irréelle. Le prédicateur se tient à droite derrière un pupitre et une balustrade ornée de feuillages et d'animaux ; la congrégation (où figurent la femme et les enfants de Luther) à laquelle il s'adresse se trouve à gauche. Au centre de la peinture, entre le prédicateur et son public, figure un crucifix. Le Christ y est représenté en train de saigner, la tête penchée, le visage marqué par la souffrance.
Sur le verso, les âmes sauvées de l'Enfer sont représentées en train de prier vers le Christ figurant sur le volet central, tandis que les damnés (dont un moine, reconnaissable à sa tonsure) brûlent dans les flammes de l'Enfer.

## Analyse
Cette œuvre rompt avec la tradition catholique des retables en étant marquée par la théologie et la pratique luthériennes. Les personnes représentées sur le retable ne sont plus des donateurs mais des représentants et des membres de la communauté religieuse locale. Alors que la communauté protestante de Wittenberg est affaiblie à la suite de la défaite de Mühlberg, le retable représente une communauté idéalisée.

### Le salut par la foi
Alors que dans la théologie catholique les œuvres de piété (comme le don d'un retable) sont nécessaire au salut, le luthéranisme affirme que les œuvres ne sont que la conséquence du salut du fidèle, salut offert par Dieu seul. Il s'agit d'un thème largement illustré par les tableaux précédents de Cranach, notamment Loi et Évangile.
Les différents panneaux du retable illustre également cette position théologique. Sur le verso des volets, les scènes du serpent de bronze et du sacrifice d'Isaac, tirées de l'Ancien Testament, offrent en modèle la foi en Dieu des Hébreux et d'Abraham. Dans ce contexte, le verso du panneau central doit être interprété comme une représentation du Jugement dernier où les hommes sont sauvés par leur foi et non par leurs actes.

### Les sacrements

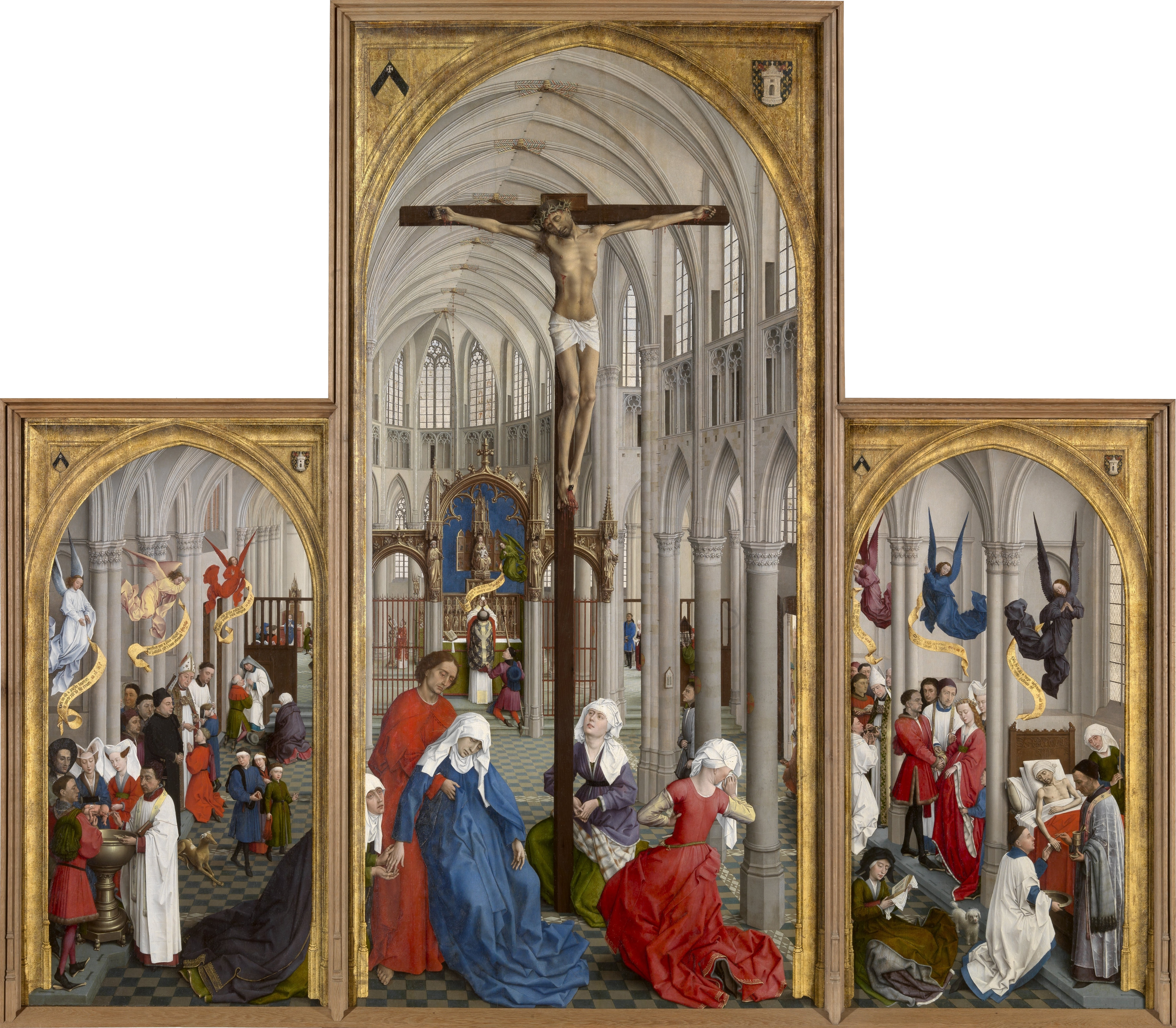
Rogier van der Weyden, Triptyque des Sept Sacrements, 1445-1450.

Le recto des volets est consacré à la conception luthérienne des sacrements. Pour Luther, les seuls sacrements valables sont le baptême, l'Eucharistie et, dans une moindre mesure, la confession. Il s'oppose en cela à la théologie sacramentelle catholique représentée par exemple par le Triptyque des Sept Sacrements de van der Weyden.
Sur le volet central, la coupe dans la main de Luther ne portant aucun vêtement distinctif constitue une défense de la communion sous les deux espèces (pain et vin) pour les laïcs, pratique défendue par les protestants contre les catholiques. La Bible tient une place importante dans la pensée de Luther : sur la prédelle, la présence du crucifix au milieu de la scène contemporaine illustre l'opinion de Luther selon laquelle le Christ est présent lorsque l'on prêche la Bible. Le Christ, objet de la prédication, devient présent aux yeux de l'assemblée grâce à la foi des fidèles : le sermon devient "parole visible".

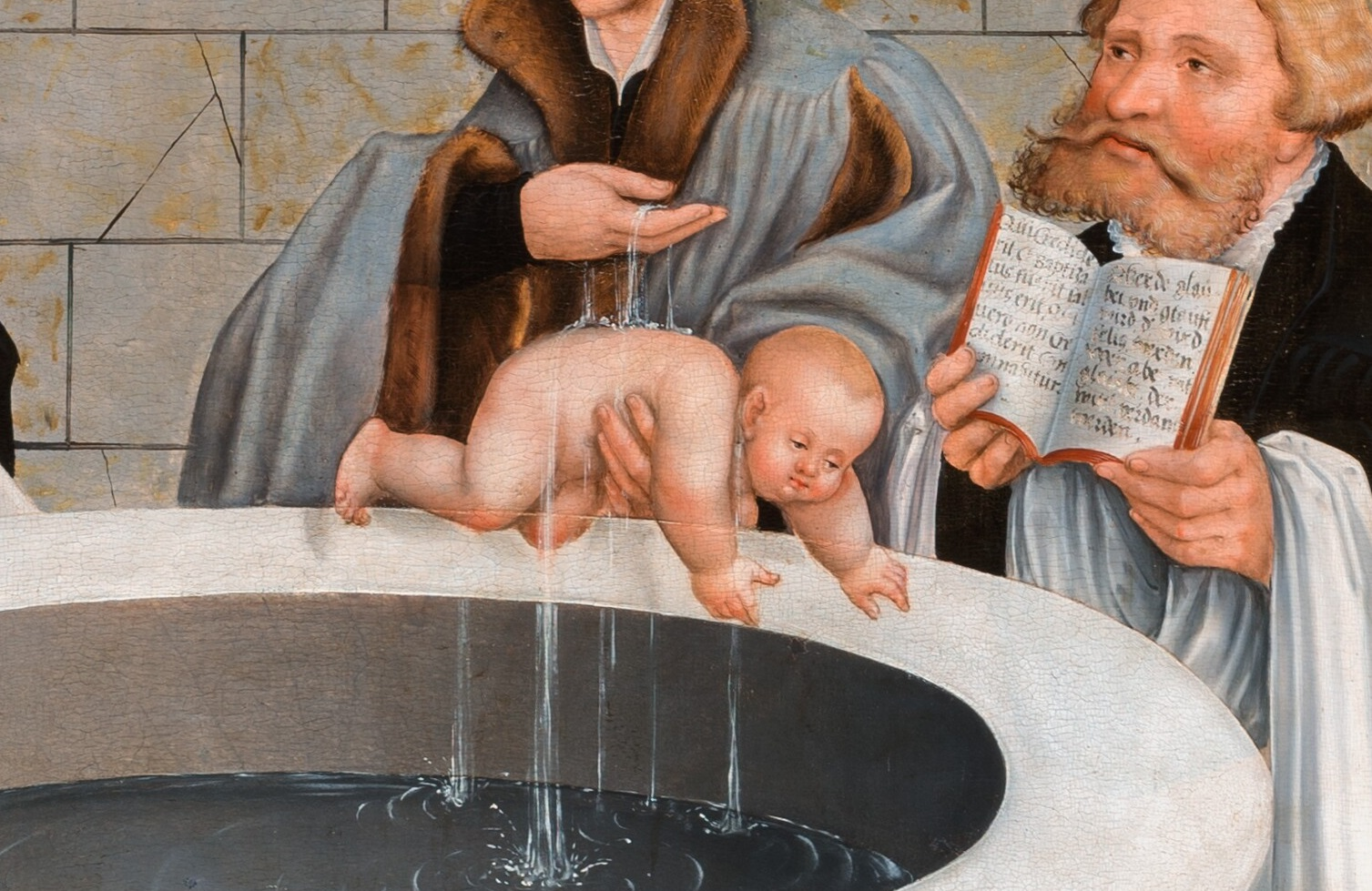
Détail : baptême d'enfant.

Sur le volet gauche, la scène du baptême d'un enfant s'inscrit en opposition à l'anabaptisme, un courant protestant radical rejetant le pédobaptisme. A droite, la scène de confession s'oppose quant à elle au catholicisme. Pour Luther, la confession, facultative, ne permet pas d'effacer les péchés du fidèle mais a pour but de rappeler au fidèle que c'est Dieu qui efface ses péchés par la grâce. Cranach fait ici s'opposer un homme agenouillé qui accepte la grâce et le pardon divins, et un homme debout qui s'en va en refusant ce que Dieu lui offre. L'usage par le pasteur des clés, symbole réservé au pape dans le catholicisme, illustre le rejet de la papauté par Luther.

## Sources
- [Dittscheid 2015] (de) Hans-Christoph Dittscheid, « Sichtbar gemachtes Wort: Der Wittenberger Reformationsaltar von Lukas Cranach d. Ä. », CA – Confessio Augustana, nos 2/2015,‎ 2015, p. 35-43 (lire en ligne [PDF]).
- [Noble 2015] (en) Bonnie Noble, « The Wittenberg Altarpiece and the Image of Identity », Reformation, vol. 11, no 1,‎ 2015, p. 79-129 (DOI 10.1558/refm.v11.79, lire en ligne).